# 中華基督教會全完中學
中華基督教會全完中學（英語：CCC Chuen Yuen College）是一所位於香港葵青區上角街的基督教中學，由中華基督教會於1969年創辦。校舍佔地5,000平方米，樓高六層，有標準課室24間，特別室11間。校內設施包括禮堂、籃球場、圖書館、停車場、羽毛球場、健身室。

## 校政管理
歷任校監
- 1969年至1973年：潘頓 牧師
- 1973年至1984年：汪彼得 牧師
- 1984年至1985年：李清詞 牧師
- 1985年至1988年：郭乃弘 牧師
- 1988年至1993年：翁珏光 牧師
- 1993年至1995年：吳振智 牧師
- 1995年至1999年：吳榮恩 牧師
- 1999年至2000年：余英嶽 牧師
- 2000年至2003年：張黃韻瑤 女士
- 2003年至2007年：蘇成溢 牧師
- 2007年至2011年：許俊炎 先生
- 2011年至2017年：李錦昌 先生
- 2017年至2023年：黃成榮 先生
- 2023年至今：吳家偉 先生

歷任校長
- 1969年至1983年：張雲槎 先生
- 1983年至1992年：邱藹楠 女士
- 1992年至2001年：李石玉如 女士
- 2001年至2019年：黃偉耀 先生
- 2019年至今：葉天祐 先生

歷任副校長
- 陳德政 先生
- 陳沛玉 先生
- 劉國強 先生
- 鄧樹仁 先生

## 教學語言
此校本為一所英文中學。於1998年，為配合教育署的母語教學政策，教學語言曾一度轉為中文，直至2011-12學年再度轉回英語教學。

## 組織
全完中學設有四社，分別為智、信、望和愛，並會每年舉辦一次學生會選舉。校友會及家長教師會亦於1994年相繼成立。

## 知名／傑出校友
政治、公共事業、教育界
- 郭家麒（1978年中五）：前立法會議員（醫學界）、（新界西）、外科醫生
- 陳勇，BBS，JP：立法會議員（港區人大政協及有關全國性團體代表界）、新界社團聯會理事長、民建聯副主席、港區全國人大代表、勞工及經濟事務委員會委員以及香港專業及資深行政人員協會成員[1]
- 陳葉祥（1989年中五）：香港中文大學課程與教學學系高級講師
- 衞炳江，JP（1976年中五）：香港浸會大學校長、前香港理工大學副校長（科研發展）[1]
- 梁恒達：多倫多大學利銘澤典宬圖書館館長
- 羅莘桉：香港駐倫敦經濟貿易辦事處處長、前觀塘民政事務專員，曾擔任政務司司長新聞秘書[2]
- 梁耀堅（1974年中五）：前香港中文大學逸夫書院院長、逸夫書院輔導長

商業、文化、傳媒界
- 天航：香港作家，香港小說會幹事
- 陳承龍：港股策略王周刊出版社社長

醫學界
- 黃德祥：聖母醫院行政總監[1]

演藝界
- 龐秋雁（1984年中五）：前亞洲電視女藝員
- 火火（李家榮）：香港導演，編劇，填詞人
- 黃偉傑（1997年中五）：香港電影導演[1]
- 羅沛琪：前香港ViuTV女藝人
- 羅允芝：香港女藝人，口罩小姐代號「三小辣」
- 屎萊姆（冼業鏗）（2004年中七）：香港關鍵意見領袖
- 莊雪華：著名長笛演奏家

體育界
- 盧鎂淇：香港排球運動員
- 連浩駿：香港籃球運動員
- 楊世模，MH，JP（1975年中五）：中國香港田徑總會首席副主席、前香港理工大學康復治療科學系副教授以及前香港田徑代表隊隊員[3]

## 事件
2025年早上7時55分，中華基督教會全完中學一名16歲女學生被發現由走廊墮下，倒臥操場而昏迷不醒。救援人員趕抵後將她送往仁濟醫院搶救，延至上午8時26分證實不治。警方隨即展開調查，現場沒有檢獲遺書，但據悉該女學生一直因學業成績不佳，又需重讀中三年級感到擔憂和壓力。

## 外部連結
- www.chuenyuen.edu.hk